# 羅扎伊夫卡 (波爾塔瓦區)
49°34′54″N 34°19′42″E / 49.58167°N 34.32833°E
羅扎伊夫卡（烏克蘭語：Рожаївка），是烏克蘭的村落，位於該國中部波爾塔瓦州，由波爾塔瓦區負責管轄，處於波盧濟爾亞河畔，距離瓦西基1.5公里，海拔高度104米，2001年人口9。